# Dina Jewel
Dina Jewel (Noruega; 1 de febrero de 1978) es una ex actriz pornográfica noruega. También era conocida por los sobrenombres de Nanna Gibson, Valerie y Naná Elliot. Apareció en películas para adultos entre 1996 y 1999.
Jewel fue la chica Penthouse del mes de febrero de 1998, y fue nominada a los premios Hot d'Or del año 2000 a la Mejor Actriz Europea.
En junio de 2005, sucedió un escándalo menor en una agencia de productos médicos de Suecia. Un ejecutivo fue despedido luego que se diera a conocer que una de los consultores contratados para intervenir a drogadictos era Dina Jewel.
En febrero de 2009 abrió un club en Copenhague con música rock llamada "Jewel Rocks".